# Ambroise Monnot
Pour les articles homonymes, voir Monnot.
Ambroise Monnot, né le 4 avril 1831 à La Croix-Rousse (aujourd'hui incorporée dans Lyon) et mort le 8 septembre 1898 à Lyon, est un prêtre jésuite français, missionnaire au Moyen-Orient et fondateur de l’université Saint-Joseph de Beyrouth.

## Biographie
Entré au noviciat des jésuites en 1846 - il n’a que 15 ans - Monnot est en Algérie de 1849 à 1853 où il rend service dans un orphelinat. À la fin de sa formation philosophique et théologique à Mongré, il est ordonné prêtre (1858).
Nommé supérieur de la mission syrienne en 1869, il organise le transfert à Beyrouth, alors une ville en pleine expansion, du collège-séminaire de Ghazir : cela deviendra l’université Saint-Joseph de Beyrouth. Pour mener à bien ce vaste chantier de construction, il fait en 1871 un long voyage d’un an et demi aux États-Unis et au Canada pour y solliciter l’aide financière des catholiques. Inauguration et ouverture des cours ont lieu en novembre 1875. En 1881, il obtient du pape Léon XIII la confirmation canonique de cette fondation universitaire.
Très dynamique, il ouvre des résidences jésuites à Damas et Alep (en Syrie) et fonde l’Imprimerie catholique de Beyrouth et il y publie la revue al-Bachir.
De retour dans sa ville natale Monnot est supérieur provincial des jésuites de Lyon de 1877 à 1883. Il reste actif au Moyen-Orient, y envoyant des jésuites en Égypte (1879) et Arménie (1880).
En mai 1880, les lois scolaires de Jules Ferry interdisent les activités d’enseignement aux ordres religieux. Une rumeur circulant selon laquelle Ferry serait disposé à autoriser certaines congrégations religieuses enseignantes si le Saint-Siège était prêt à sacrifier les collèges jésuites, Monnot fait un voyage à Rome pour y rencontrer le pape Léon XIII. Il en obtient que jamais le Saint-Siège n’accepterait un tel marchandage.

## Hommages
- Une rue importante de Beyrouth porte son nom.
- À l’occasion du 125e anniversaire de l’université Saint-Joseph (1875-2000), les services postaux du Liban émirent un timbre où l’on peut voir en buste du Père Monnot.